# Urla, Raipur
Urla là một thị trấn thống kê (census town) của quận Raipur thuộc bang Chhattisgarh, Ấn Độ.

## Nhân khẩu
Theo điều tra dân số năm 2001 của Ấn Độ, Urla có dân số 9359 người. Phái nam chiếm 55% tổng số dân và phái nữ chiếm 45%. Urla có tỷ lệ 55% biết đọc biết viết, thấp hơn tỷ lệ trung bình toàn quốc là 59,5%: tỷ lệ cho phái nam là 66%, và tỷ lệ cho phái nữ là 41%. Tại Urla, 22% dân số nhỏ hơn 6 tuổi.